# Cistus osbeckiifolius
Cistus osbeckiifolius är en solvändeväxtart. Cistus osbeckiifolius ingår i släktet Cistus och familjen solvändeväxter.

## Underarter
Arten delas in i följande underarter:
- C. o. osbeckiifolius
- C. o. tomentosus

## Bildgalleri

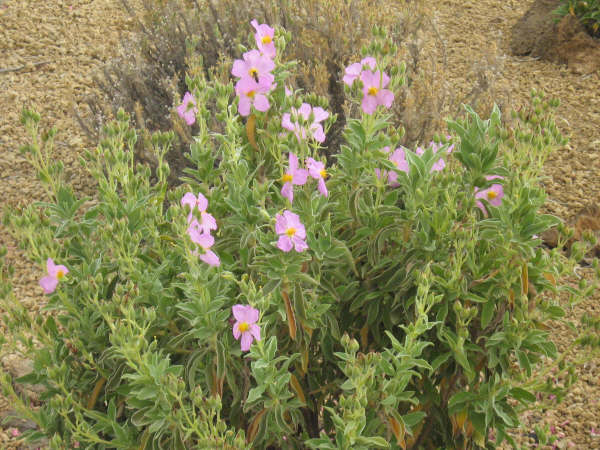